# Betrekkingen van het Indisch Subcontinent met de Grieks-Romeinse wereld

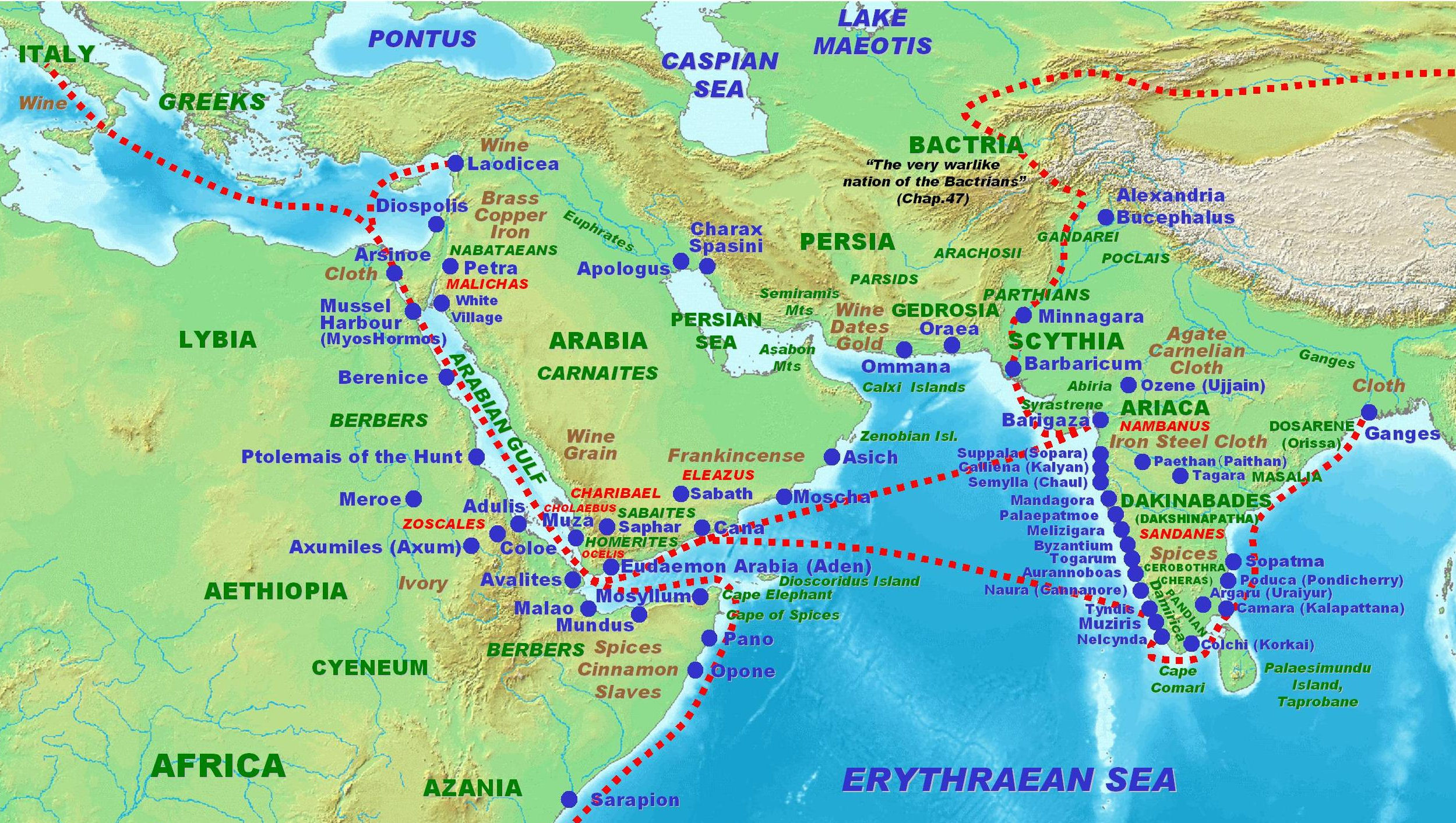
Romeinse handel met het Indische subcontinent volgens de Periplus van de Erythreïsche Zee, 1ste eeuw n.Chr.

De betrekkingen van het Indisch Subcontinent met de Grieks-Romeinse wereld ontstonden via de volkeren van het Oude Nabije Oosten nadat het Perzische Rijk zich op het einde van de 6e eeuw v.Chr. tot aan de vallei van de Indus had uitgebreid.

## Kennis over het land: fabels en legenden
Rond 510 v.Chr. verkende Scylax van Caryanda in opdracht van koning Darius I de Indus en zeilde vervolgens vanaf de Indus-delta om het Arabisch Schiereiland heen naar Egypte. Het verslag dat Scylax van deze avontuurlijke tocht neerschreef werd door Hecataeus en Herodotus gebruikt als bron voor hun summiere beschrijvingen van Indos.
Ctesias, die van ± 405 tot 397 v.Chr. lijfarts van Artaxerxes II was, beschreef in zijn Indica (Ἰνδικά) overigens meer wonderlijke verhalen dan echt betrouwbare inlichtingen, maar maken toch voor het eerst melding van de Ganges.

## Politieke geschiedenis
Het was pas door de Indische campagne van Alexander de Grote dat de kennis over India, althans over het noordwesten ervan, wat nauwkeuriger werd. Alexander drong door tot de Hyfasis (Beas), op een punt ruim 300 km ten oosten van de Indus, en de geschriften van ooggetuigen die aan deze tochten hadden deelgenomen verspreidden deze kennis over de Griekssprekende wereld.
Seleucus I Nicator drong vermoedelijk nog verder dan Alexander door in oostelijke richting, maar hij moest rond 305 v.Chr. zijn Indische veroveringen afstaan aan koning Sandracottus (Chandragupta). Aan diens hof in Paliputra aan de Ganges verbleef van 302 tot 281 v.Chr. de Ioniër Megasthenes als ambassadeur van het Seleucidenrijk. Zijn verloren werk Indica (Ἰνδικά) vormde wellicht de belangrijkste bron voor Arrianus' gelijknamige werk en bevatte de eerste berichten in het westen over de brahmanen. Ook bestond er een levendig diplomatiek verkeer tussen Chandraguptas kleinzoon Asoka en de vorsten van de hellenistische diadochenrijken.
In de 2e eeuw v.Chr. stond het noordwesten van India onder de heerschappij van de Grieks-Bactrische vorst Demetrius en zijn opvolgers, waarover verder weinig bekend is. Aan deze hellenistische heerschappij kwam bij de aanvang van de 1e eeuw v.Chr. een einde door de invallen van Saken, Scythen en Tocharen.
Intussen had de opkomst van het Parthische Rijk van de machtige Arsaciden de directe contacten tussen het Nabije Oosten en India vrijwel geheel geblokkeerd.

## Handelsbetrekkingen

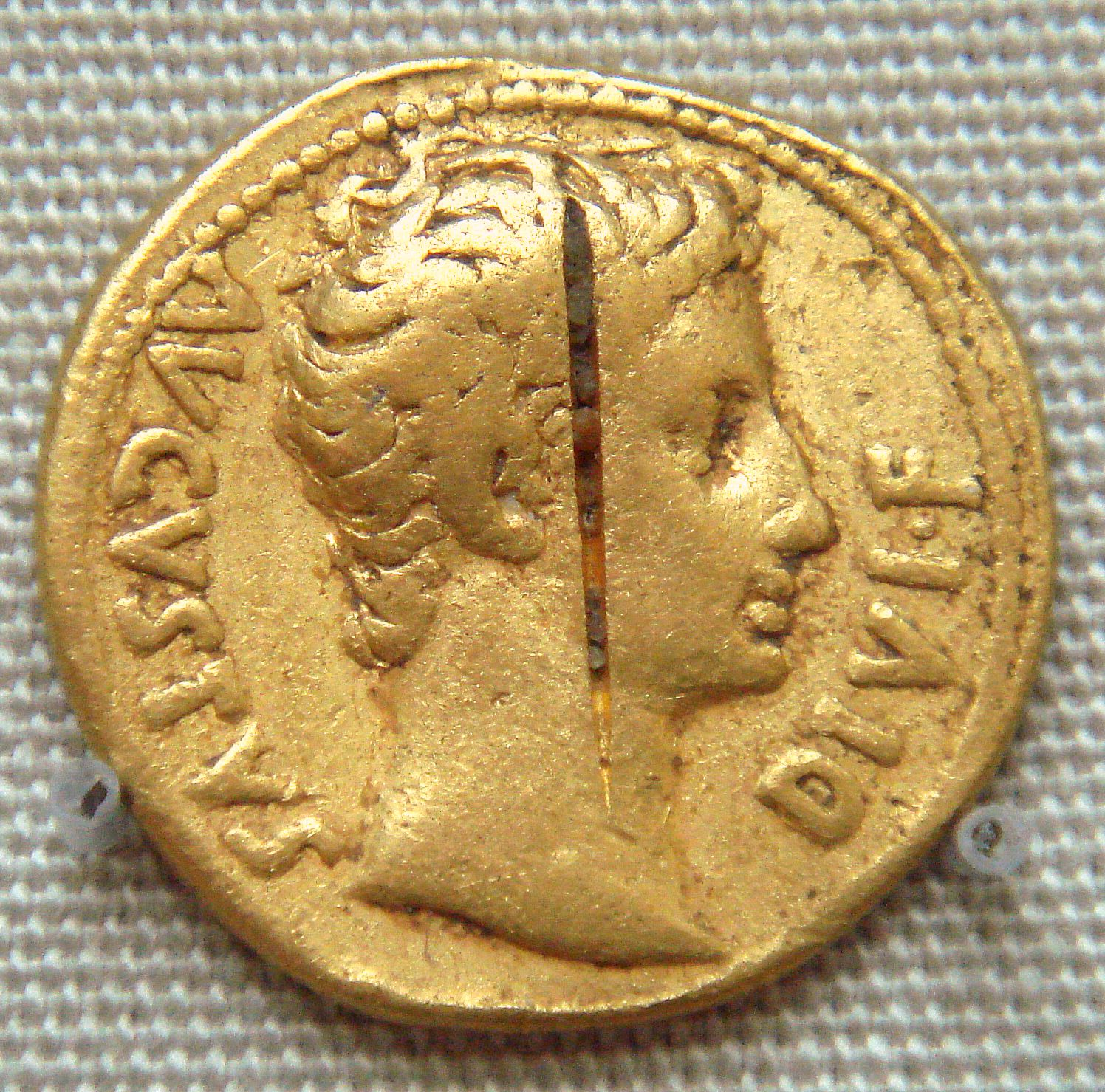
Munt van de Romeinse keizer Augustus (r. 27 v.Chr.–14 n.Chr.), gevonden bij opgravingen in Pudukottai, Tamil Nadu, India

Deze contacten  werden opnieuw intenser onder keizer Augustus nadat Hippalus een rechtstreekse route van de Rode Zee naar zuidelijk India had ontdekt (zie Periplus van de Erythreïsche Zee). Augustus, Claudius en andere keizers ontvingen Indische gezantschappen. In de 1e en 2e eeuw na Chr. dreven Griekse en Romeinse kooplieden een levendige handel met grote delen van India, dat parfums, specerijen, parels en edelstenen, ivoor, Chinese zijde en exotische dieren exporteerde. Op zijn beurt importeerde het Indische subcontinent uit de Grieks-Romeinse wereld  wijn, linnen, glas, keramiek en gouden en zilveren munten (waarvan er vele werden gevonden, vooral in het zuiden van het land). De meeste kooplieden bezochten grote marktplaatsen op de westkust van het schiereiland, maar sommigen drongen zelfs door tot Taprobane (Sri Lanka), de oostkust van India en zelfs Achter-Indië. Tamil-bronnen uit deze periode vermelden Griekse kooplieden als ingezetenen in deze streken.

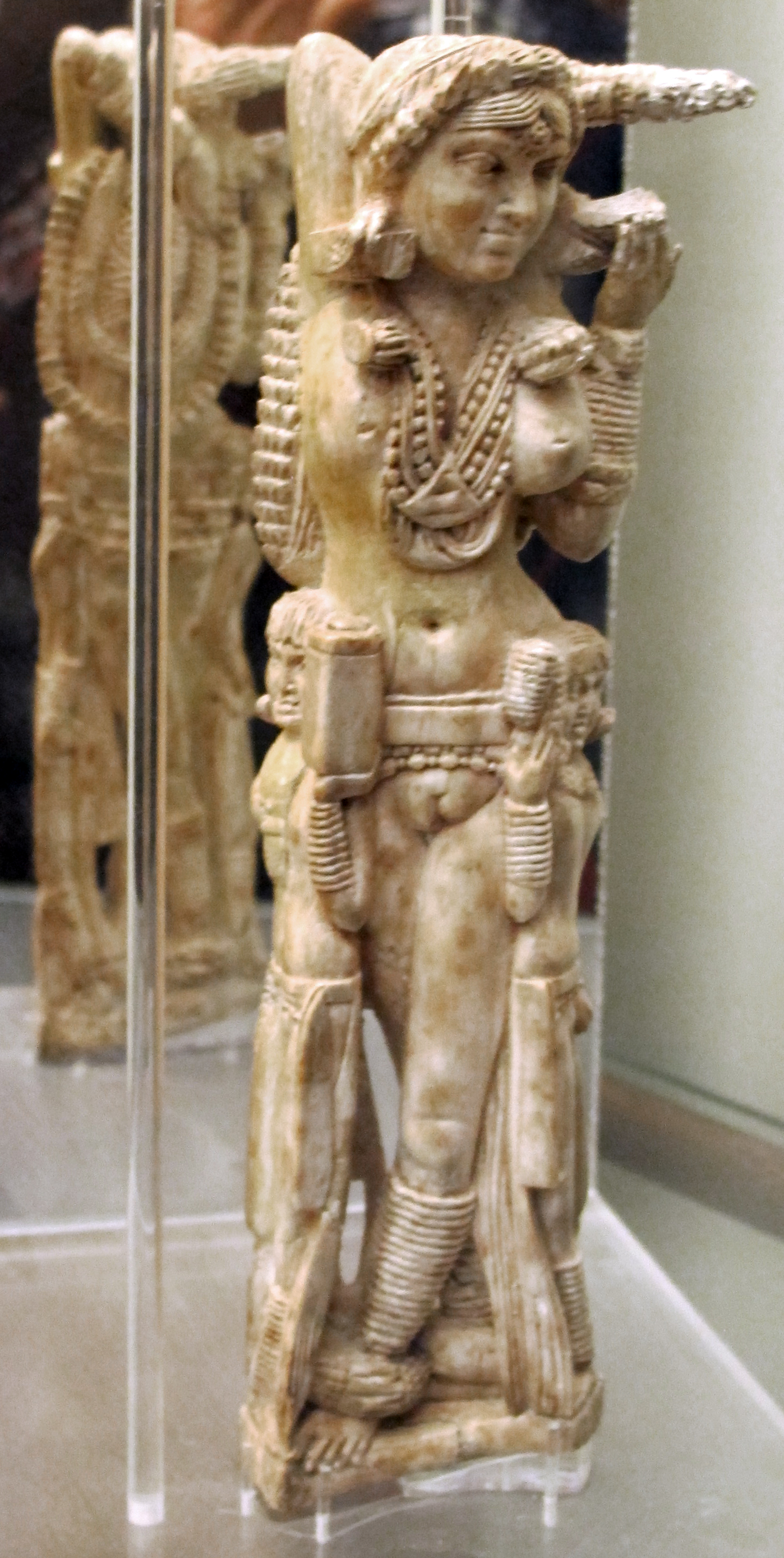
Ivoren beeldje Pompeii Lakshmi, Indiase kunst gevonden in ca. 1938 in de ruïnes van Pompeii (verwoest in 79 n.Chr)

Vanaf begin 3e eeuw kwam de handel steeds meer in handen van Arabische en Perzische kooplieden. Sindsdien werd India voor Grieken en Romeinen geleidelijk weer het verre land van fabels en legenden dat het voor Alexander de Grote was geweest en dat zou het ook blijven gedurende een groot deel van de middeleeuwen.

## Kunst
De Grieks-Romeinse hellenistische invloed op de Indische beeldende kunst was vooral sterk van de 2e eeuw voor tot de 1e eeuw na Chr., maar plaatst de kunsthistorici nog steeds voor enkele onopgeloste problemen.

## Christenen
Volgens de traditie zou de apostel Thomas in India het christendom gepredikt hebben. Bekeerde Indiërs zouden de oorsprong zijn van de Malabar-christenen die nu nog steeds hoofdzakelijk aan de oostkust wonen. Waarschijnlijker is dat het christendom pas massaal ingang vond door de zending van nestorianen in later eeuwen hoewel er natuurlijk best al christenen in de eerste eeuw beland kunnen zijn via de reguliere zeeroute vanuit Egypte.